# Sohodoll
Sohodoll (albanisch auch Sohodolli) ist ein Dorf in der Gemeinde Dibra in Albanien etwa fünf Kilometer nordwestlich der Stadt Peshkopia. Das Dorf gehört zur Njësia administrative Kastriot.

## Geographie
Sohodoll liegt etwas oberhalb der Nationalstraße Peshkopia–Kukës an den Osthängen des Tals des Schwarzen Drin. Im Osten erhebt sich der Mali i Gramës (2345 m ü. A.). Das Dorf ist in zwei Einheiten unterteilt: Sohodoll i Madh (auch: Sohodoll) und Sohodoll i Vogël. Außerhalb der Wohngebiete, zwischen Sohodoll und Brest i sipërm, befindet sich der künstliche See von Sohodoll.
Die Nähe zur Stadt und der asphaltierten Straße haben dem Dorf eine Entwicklung ermöglicht.

## Bevölkerung
Die Bevölkerung wurde für 2005 mit 1219 Personen in Sohodoll und 522 Personen in Sohodoll i Vogël angegeben. Damit war das Dorf das größte in der ehemaligen Komuna Kastriot. Die Volkszählung von 2011 ergab für die Komuna Kastriot eine um 19 % tiefere Einwohnerzahl. Für das Dorf liegen keine aktuelleren amtlichen Zahlen vor.

## Infrastruktur
Im Dorf gibt es eine Grundschule, ein ambulantes Gesundheitszentrum, Lebensmittelläden und ein Café.